# Evangelische Kirche Treschklingen

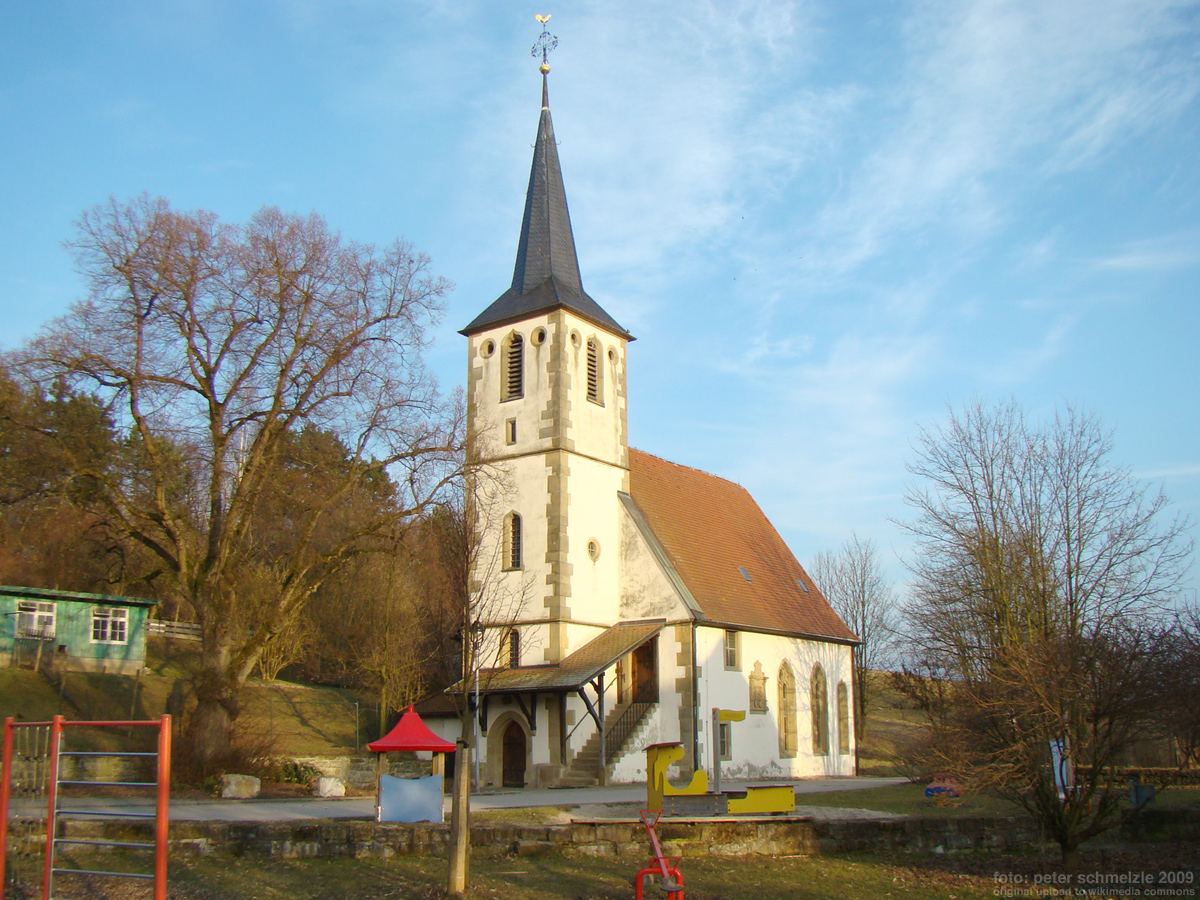
Evangelische Kirche in Treschklingen

Die Evangelische Kirche in Treschklingen, einem Stadtteil von Bad Rappenau im Landkreis Heilbronn im nördlichen Baden-Württemberg, wurde 1582 an der Stelle einer mittelalterlichen Kapelle erbaut.

## Geschichte

### Vorgängerbauten und frühe Kirchengeschichte
Die mittelalterliche Kapelle in Treschklingen war ursprünglich eine Filialkirche von Bonfeld. Das Patronatsrecht lag bei den Edelknechten Frey von Treschklingen. 1430 verkaufte Martin Frey von Treschklingen die Pfarrei in Bonfeld mit allen Patronats- und Zehntrechten an das Stift Wimpfen.
Nachdem die Herren von Gemmingen ab 1523 die Reformation in Bonfeld durchgeführt hatten, löste der damalige Treschklinger Grundherr, der altgläubige Sebastian von Helmstatt, den Pfarrverband mit Bonfeld. Stattdessen forderte er vom mit dem Zehnten begünstigten Wimpfener Stift, künftig unentgeltlich einen Pfarrer für Treschklingen zu stellen. Das Wimpfener Stift stritt jedoch einen Rechtsanspruch auf eine Pfarrstelle ab, woraufhin Sebastian von Helmstatt 1528 den Zehnten für sich einzog. 1538 erwarb Eberhard von Gemmingen zu Bürg (um 1500–1572) das Dorf Treschklingen und beglich die Wimpfener Zehntforderungen. Sein Sohn Reinhard von Gemmingen (1532–1598) ließ die baufällige alte Kapelle abreißen und an ihrer Stelle das heutige Kirchengebäude errichten.

### Die Kirche von 1582

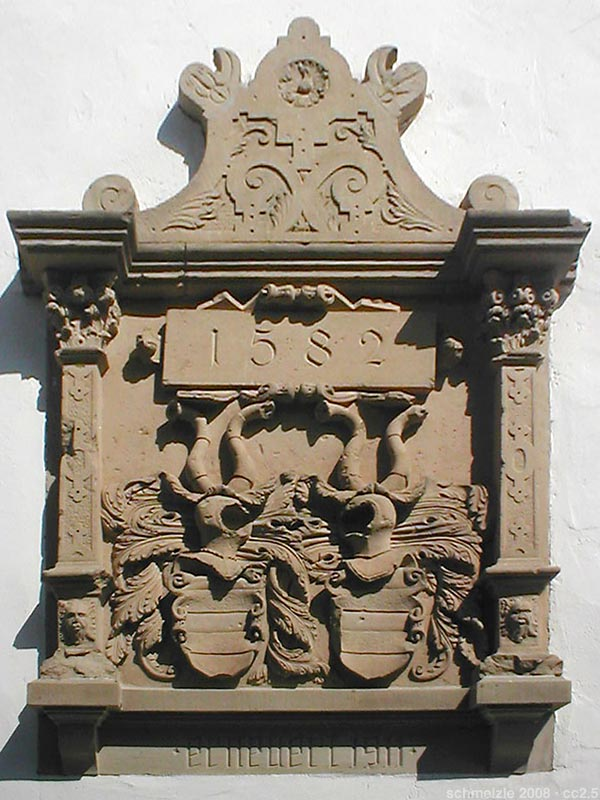
Allianzwappen von Reinhard von Gemmingen (1532–1598) und seiner Frau Helene von Massenbach (1534–1601) an der Kirche von Treschklingen

Nach Fertigstellung und Weihe des Kirchenbaus am 28. Oktober 1582 entbrannte neuerlicher Streit mit dem Stift Wimpfen um die Baukosten, die Reinhard von Gemmingen vom Stift erstattet haben wollte. Abermals diente die Einbehaltung des Zehnten als Druckmittel. In einem Vergleich, der sich im Wesentlichen auf einen bereits 1569 zwischen dem Bonfelder Ortsherren Philipp von Gemmingen und dem Stift Wimpfen geschlossenen Vertrag stützt, trat das Stift Wimpfen daraufhin alle Rechte und Pflichten an der Pfarrei Bonfeld und den Filialen in Treschklingen und Fürfeld an die Herren von Gemmingen ab.
1626 wurde Treschklingen eine Filialgemeinde von Rappenau, bevor 1738 in Treschklingen eine eigene Pfarrei errichtet wurde. Der Pfarrer in Treschklingen hatte längere Zeit auch das benachbarte Babstadt mitzuversorgen. Nachdem die Treschklinger Linie der Freiherren von Gemmingen 1764 mit Sigmund von Gemmingen (1724–1806) wieder katholisch geworden war, ließ dessen Sohn Sigmund Johann Nepomuk von Gemmingen (1777–1843) im Jahr 1839 beim Friedhof die Gruftkapelle der Freiherren von Gemmingen errichten.
1825 wurde eine zusätzliche Empore in die evangelische Kirche eingebaut, um Platz für die durch das Wachstum des Ortes vergrößerte Gemeinde zu schaffen. 1841 kam die Kirche in den Besitz der Gemeinde. 1882 wurde die Kirche renoviert, wobei zahlreiche altertümliche Einrichtungsgegenstände verloren gegangen sind.
Am 30. Juli 1908 wurde der Kirchturm durch Blitzschlag schwer beschädigt. Durch den offenen Turm drangen große Mengen Wasser in das Bauwerk ein und verursachten in der Folgezeit weitere Schäden. Im Sommer und Herbst 1911 wurde die Kirche deswegen erneut saniert, wobei ein neuer Turmhelm und eine neue Orgel errichtet wurden. Die vormals im Kirchenboden eingelassenen historischen Grabmale wurden an der Innenwand befestigt.
Im Ersten und Zweiten Weltkrieg mussten jeweils eine oder zwei Glocken abgeliefert werden. Eine kleine Glocke von 1725 hat beide Kriege überdauert. Das seit 1970 elektrisch gesteuerte dreistimmige Geläut der Kirche wurde 1952/53 durch den Kauf einer gebrauchten Glocke von 1932 sowie den Kauf einer neuen Glocke wieder vervollständigt.
1988 erfolgte eine Außensanierung der Kirche, die dabei abermals einen neuen Turmhelm erhielt.
Die Pfarrei in Treschklingen war auch im 20. Jahrhundert nicht zu allen Zeiten durchgängig besetzt. Länger am Ort gewirkt haben die Pfarrer Gottlieb Heinrich Bender (1912–1926), Heinrich Billmann (1931–1949), Pfarrvikar Kaufmann (1957–1969) und J. Makarinus-Heuß (1987–1995). Dazwischen wurde die Pfarrgemeinde zumeist von Pfarrern anderer Pfarreien (Bad Rappenau, Ehrstädt, Obergimpern) betreut. Von 2001 bis 2005 war Konrad Schomerus Pfarrer in Treschklingen und Babstadt.

## Beschreibung

### Architektur
Die Kirche besteht aus einem etwa 13 × 9 Meter großen Langhaus mit polygonalem Chorschluss und einem Frontturm. An der Südseite des Turms führt eine Treppe unter einem hölzernen Vorbau zur Empore.
An der südlichen Außenfassade der Kirche ist das Allianzwappen des Reinhard von Gemmingen und der Helene von Massenbach, datiert mit dem Baujahr 1582, angebracht. Dieselben Wappen befinden sich auch oberhalb des Chorbogens im Inneren.

### Grabplatten
Im Inneren der Kirche befinden sich sechs historische Grabplatten folgender Personen:
- Reinhard von Gemmingen (1532–1598), Erbauer der Kirche
- Helene von Massenbach (1534–1601), dessen Frau
- Hans Wilhelm von Gemmingen (1573–1615), Sohn des Reinhard
- Martha Zuckmantelin von Brumat († 1611), dessen Frau
- Hans Reinhard von Gemmingen († 1625), dreijähriger Sohn des Reinhard von Gemmingen, dem Gelehrten (1576–1635)
- Barbara Fussenegger († 1681), Pfarrersfrau

### Orgel
Die Orgel der Kirche wurde 1911 bei A. M. Schaefer in Creglingen gefertigt und hat ein älteres Instrument aus der zweiten Hälfte des 18. Jahrhunderts ersetzt. Schaefer hatte zuvor nur Erfahrungen im Harmoniumbau, die Orgel für die Treschklinger Kirche war sein Opus 1 und begründete seinen weitreichenden Ruf als Orgelbauer. Ungeachtet der besonderen Bedeutung des Instruments wurden im Ersten Weltkrieg die 35 Orgelpfeifen des Orgelprospekts zur Zinnbeschaffung eingezogen. Sie wurden 1922 von dem Steinfurter Orgelbauer Philipp Ziegler ersetzt.

### Glocken
Die älteste in Treschklingen urkundlich nachweisbare Glocke ist ein 11 Pfund schweres Glöckchen, das 1709 in Zahlung gegeben wurde, als man bei Johann Georg Rohr in Heilbronn eine über vier Zentner schwere Bronzeglocke gießen ließ. 1725 beschaffte man bei Rohrs Sohn Johann Daniel Rohr die Tauf- oder Vater-Unser-Glocke. Sie hat den Schlagton e‘‘, einen Durchmesser von 60 cm und ein Gewicht von 120 kg. Ihre Inschrift lautet IN GOTTES NAMEN GOS MICH JOHANN DANIEL ROHR 1725 IN HEILBRONN. TRESCHKLINGEN SOLI DEO GLORIA. Die ältere Rohr-Glocke zersprang 1847 und wurde bei Bachert in Dallau umgegossen, musste jedoch 1917 im Ersten Weltkrieg zu Rüstungszwecken abgeliefert werden.
Auf eine großzügige Spende aus Amerika hin konnte die Gemeinde 1922 zwei neue Glocken bei der Glockengießerei Bachert in Kochendorf gießen lassen. Die Gedächtnisglocke, dem Gedenken an den Spender Georg Stier († 1914) gewidmet, hatte den Schlagton a‘ und ein Gewicht von 360 kg. Die Friedensglocke hatte den Schlagton c‘‘ und ein Gewicht von 220 kg. Beide Glocken von 1922 mussten schon im Zweiten Weltkrieg 1942 wieder abgeliefert werden.
Nach dem Zweiten Weltkrieg hegte man den Wunsch nach Wiederbeschaffung eines dreistimmigen Geläuts, aufgrund der finanziellen Situation war jedoch kein Neuguss von zwei Glocken möglich. Die Gemeinde erwarb daher bei Friedrich Wilhelm Schilling in Heidelberg eine Gebrauchtglocke von 1932, die sich vor dem Krieg in der Friedenskirche in Charlottenburg befunden hatte. Diese Abend-, Gebets- und Sterbegocke hat den Schlagton h‘, einen Durchmesser von 75,5 cm und ein Gewicht von 237 kg. Ihre Inschrift lautet Danket dem Herrn, denn er ist freundlich. Psalm 106.1 1932. Das Geläut wurde 1953 durch den Zuguss einer neuen Glocke vervollständigt. Diese ebenfalls bei Schilling in Heidelberg gegossene Elf-Uhr-Glocke hat den Schlagton d‘‘, einen Durchmesser von 68 cm und ein Gewicht von 180 kg. Ihre Inschrift lautet Er ist unser Friede.

### Turmuhr
Die Präzisionsturmuhr der Kirche wurde 1970 bei Walz und Hielscher in Pfullingen gefertigt. Davor befand sich im Kirchturm eine 1837 bei Valentin Stoß in Ulm gefertigte Turmuhr, die ihrerseits eine letztmals 1784 reparierte alte Uhr ersetzt hatte.